# Grupo dos 24

Países do Grupo dos 24

O Grupo dos 24 (G24) foi criado em 1971 como um capítulo do grupo dos 77 (G77), agrupamento de países em desenvolvimento e emergentes, sendo constituído de 24 países da Ásia, América Latina e Caribe e África. O propósito do G24 é coordenar as posições dos países membros em questões monetárias e de desenvolvimento econômico, visando fortalecer a representação dos interesses desses países nas negociações sobre a reforma do sistema monetário internacional (instituições de Bretton Woods), e especialmente sobre a reforma da governança do FMI.
O grupo, oficialmente denominado Intergovernmental Group of Twenty-Four on International Monetary Affairs and Development, não é um órgão do Fundo Monetário Internacional, embora este abrigue a secretaria do G24.
As reuniões do G24 ocorrem, geralmente, duas vezes por ano e antecedem as reuniões do FMI, de modo a permitir que o grupo prepare a sua agenda. As reuniões plenárias do G24 são conduzidas por diretores do FMI e do Banco Mundial, além de funcionários graduados do sistema ONU. Os assuntos são inicialmente discutidos pelos representantes e posteriormente, em nível ministerial, com a aprovação de um documento que expressa a opinião consensual dos países membros. O documento ministerial tem a forma de comunicado público, apresentado em conferência de imprensa, no final das reuniões.
Embora o G24 seja estritamente limitado a 24 países membros, qualquer país do G77 pode participar das suas discussões. A China é "convidada especial" desde as reuniões de 1981.

## Membros
| - Argélia - Argentina - Brasil - Colômbia - Costa do Marfim - República Democrática do Congo - Egito - Etiópia | - Gabão - Gana - Guatemala - Índia - Irão - Líbano - Marrocos - México - Nigéria | - Paquistão - Peru - Filipinas - África do Sul - Sri Lanka - Síria - Trinidad e Tobago - Venezuela |